# Badamdar
Badamdar är en ort i Azerbajdzjan.   Den ligger i distriktet Baku, i den östra delen av landet, 8 kilometer sydväst om huvudstaden Baku. Badamdar ligger 161 meter över havet och antalet invånare är 11 398.
Terrängen runt Badamdar är platt åt sydost, men åt nordväst är den kuperad. Badamdar ligger uppe på en höjd. Trakten är tätbefolkad. Närmaste större samhälle är Baku, 8,5 kilometer nordost om Badamdar. 